# Casta Jijona y de la Tierra
La Casta Jijona y de la Tierra es una de las siete castas fundacionales de la raza del toro de lidia reconocidas por la legislación española, figurando dentro del Libro Genealógico de la Raza Bovina de Lidia del Ministerio de Agricultura así como en los planes de mejora y protección de esta especie.
El origen de esta casta son toros heterogéneos que pastaban en tierras de Ciudad Real, Madrid, Albacete y Montes de Toledo, conocidos como “Toros de la Tierra”, que pertenecían mayoritariamente al Real Patrimonio y se destinaban casi siempre a abastecer la demanda de carne de la Villa y Corte. Esta casta fundacional fue muy importante en los orígenes de la fiesta taurina. Es, tras la Morucha Castellana, la más antigua de ellas. En la actualidad no queda nada puro jijona y sólo puede vislumbrarse lo que pudieron ser las reses “jijonas” a través de ciertos rasgos que pueden apreciarse en las pocas ganaderías que conservan algo de ella, como Montalvo, Ramón Sánchez Recio, Peralta o Baltasar Ibán y sus derivadas.

## Historia de la casta
El primer ganadero conocido desde 1598 y que dará nombre a la casta es Juan Sánchez Jijón Salcedo, ganadero de la localidad ciudarealeña Villarrubia de los Ojos. Fue intendente de la Real Vacada de Aranjuez, creada con reses procedentes de Jijona en 1607 en los años de reinado de Felipe III y que se mantendría hasta el inicio del reinado de Carlos III, que terminó con ella en 1760.
En torno al año 1618, Juan Sánchez Jijón toma la decisión de crear su propia ganadería. Comenzó seleccionando las reses más finas de tipo y más bravías, eligiendo sobre todo aquellos de pelaje colorado, y más de la variedad colorado encendido o bermejo, que será lo más característico de las reses de Jijona. Jijón murió en 1647, y durante dos siglos la familia Jijón tendrá en propiedad la ganadería, de la que nacerán muchas otras.
En 1743 estarán dos bisnietos de Juan Sánchez Jijón al frente de la ganadería (José Antonio Pantaleón y Miguel Sebastián Sánchez Jijón Salcedo Torres), que realizarán numerosas ventas de ganado importantes para los años futuros.
La primera venta será en 1760, cuando Joaquín Pimentel y Álvarez de Toledo les compre una partida de reses que, tras su muerte en 1792, pasarán a Diego Muñoz Vera y después a Diego Muñoz Pereiro, su nieto, y por fin en 1840 a Rafael José Barbero. Este ganadero de origen cordobés reúne en la ganadería diferentes reses procedentes de las Castas Navarra, Cabrera y Jijona, y será el origen del Encaste Pablo Romero (Casta Gallardo) tras vender las reses a Rafael Lafitte y Castro en 1869 y que éste las juntara con otras de la Casta Gallardo. Once años después, en 1885, la ganadería, bastante abandonada por las ocupaciones políticas de su propietaria, será adquirida efímeramente por el sevillano Carlos Conradi Galín, que la traspasará ese año a Felipe Pablo Romero.
Diego Muñoz Vera vendió reses jijonas a Manuel García Briceño, y este a su vez a Elías Gómez Lloso en 1829, comenzando la línea Gómez-Jijona. Más reseñable fue la compra realizada en 1797 por Julián Fuentes “El Indiano”, fundador de una ganadería Jijona que en 1836 traspasará a su hijo Juan José Fuentes y que en 1852 la adquirirá el ganadero más destacable de la casta, Vicente Martínez, creador de la línea Martínez-Jijona.
José Antonio Pantaleón Sánchez Jijón Salcedo Torres estaba casado con Leonor del Águila Bolaños que, después de fallecer su esposo, casó con su primo Bernabé del Águila Bolaños, y heredaron la ganadería que pasará en 1822 a Manuela de la Dehesa Angulo, prima de Leonor. En 1833 la vendió a Manuel Gaviria y Douza, creador de la línea Gaviria-Jijona.

### Características
Los toros de esta casta presentan las siguientes características zootécnicas:
- Son bastos de hechura y grandes de alzada con un peso destacable, ligeros de patas y resistentes.
- Encornaduras bastante desarrolladas y hacia arriba.
- Predominan las pintas coloradas en sus distintas variedades, desde el melocotón hasta el pelaje retinto siendo predominante también el colorado encendido. También se dan toros castaños y menor frecuencia negros.

## Ganaderías relacionadas
En la actualidad, las ganaderías que presentan ganado jijonense lo son con un reducto de esta sangre, sin tenerlo todo Jijona al 100%; son las siguientes:
- Peñajara de Casta Jijona (mayoritaria)[9]
- Mariano Sanz Jiménez (mayoritario Gamero Cívico)[10][11]
- Hermanos Quintas Parra[12][13][14][15]
- Antonio Pérez Angoso (algo Jijona-Martínez)[16][17]
- Peralta (algo Jijona-Martínez, mayoritario Contreras)[18]
- Montalvo (algo Jijona, mayoritario Juan Pedro Domecq)[19][20]
- Manuel Quintas[12][13][14]
- Marín Marcos
- Ramón Sánchez Recio[21][22]
- El Gustal de Campocerrado
- Ramón Sánchez Rodríguez[21]
- Jara del Retamar[23][24]